# Andrea Nuti
Andrea Nuti (ur. 4 sierpnia 1967 w Mediolanie) – włoski lekkoatleta specjalizujący się w biegach sprinterskich, dwukrotny uczestnik letnich igrzysk olimpijskich (Barcelona 1992, Atlanta 1996).

## Sukcesy sportowe
- pięciokrotny mistrz Włoch w biegu na 400 metrów – 1990, 1991, 1993, 1995, 1996[1]
- czterokrotny halowy mistrz Włoch w biegu na 400 metrów – 1990, 1991, 1992, 1994[2]

| Rok  | Miasto    | Zawody                     | Konkurencja        | Wynik         |
| ---- | --------- | -------------------------- | ------------------ | ------------- |
| 1990 | Split     | Mistrzostwa Europy         | sztafeta 4 × 400 m | 4. miejsce    |
| 1991 | Sewilla   | Halowe mistrzostwa świata  | sztafeta 4 × 400 m | brązowy medal |
| 1991 | Ateny     | Igrzyska śródziemnomorskie | sztafeta 4 × 400 m | złoty medal   |
| 1992 | Genua     | Halowe mistrzostwa Europy  | bieg na 400 m      | srebrny medal |
| 1992 | Barcelona | Igrzyska olimpijskie       | sztafeta 4 × 400 m | 6. miejsce    |
| 1994 | Paryż     | Halowe mistrzostwa Europy  | bieg na 400 m      | 5. miejsce    |
| 1995 | Barcelona | Halowe mistrzostwa świata  | sztafeta 4 × 400 m | srebrny medal |
| 1997 | Ateny     | Mistrzostwa świata         | sztafeta 4 × 400 m | 7. miejsce    |
| 1998 | Budapeszt | Mistrzostwa Europy         | sztafeta 4 × 400 m | 4. miejsce    |

## Rekordy życiowe
| konkurencja        | na stadionie                  | w hali                    |
| ------------------ | ----------------------------- | ------------------------- |
| bieg na 200 metrów | 21,70 – Mediolan, 11/05/1997  |                           |
| bieg na 300 metrów | 33,83 – Viareggio, 13/08/1999 |                           |
| bieg na 400 metrów | 45,35 – Sestriere, 28/07/1993 | 46,37 – Genua, 01/03/1992 |